# 胎座

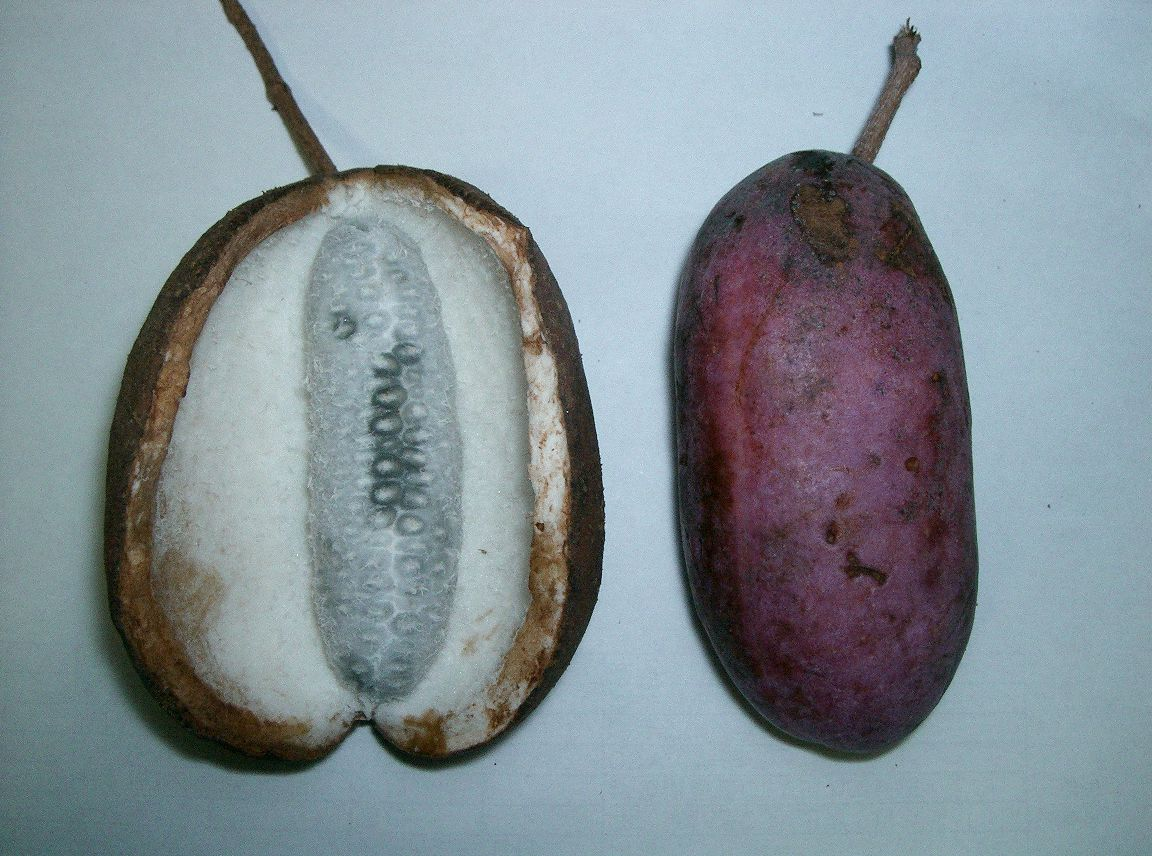
白い箇所がアケビの胎座

胎座（たいざ、英語: placenta）とは、植物の子房中の胚珠の接する部分のこと。

## 概要
植物により分布のしかたが異なり、側膜胎座や中軸胎座などの種類に分かれる。
胎座を果実の可食部に発達させる植物もある。アケビ科のアケビは種の周りの胎座が、甘いゼリー状の果肉に発達する。ナス科のトマトは内部のゼリー状果肉と隣接した内側の果肉が胎座で、動物が果実を食べようとすると、種子とともに飛び出して周囲に飛散させ、繁殖に寄与する。トウガラシやピーマンなどナス科トウガラシ属の胎座は判別しやすいため好例である。トウガラシ属の果実の内側にある種子の付着した白い芯のような果肉が胎座である。トウガラシ属の胎座は、果実の中で最も多くカプサイシンを保有している、辛い部位である。

## 胎座型
胎座が子房室(ovary)の中でどのように分布するかを分類して、胎座型(placentation)と呼ぶ。植物の種によって異なる。
基底胎座 (basal placentation、basifix placentation)
胚珠が子房室の基底部に位置するもの。単一子房と複合子房に分かれる。
- 単一子房 - キンポウゲ科、バラ科など。
- 複合子房 - カヤツリグサ科、キク科、コショウ科、シソ科、タデ科など。

頂生胎座 (apical placentation)
懸垂胎座 (pendulous placentation)ともいう。少数の胚珠が子房室の頭頂部に位置するもの。単一子房と複合子房に分かれる。
- 単一子房 - キンポウゲ科(イチリンソウ属、カラマツソウ属など)など。
- 複合子房 - ウコギ科、オミナエシ科、セリ科、ミズキ科など。

側膜胎座 (parietal placentation)
子房室は分かれておらず、複数が複合した心皮(carpel)の縁に胚珠が位置するもの。アブラナ科、スミレ科、ハンニチバナ科、モウセンゴケ科、ヤナギ科など。
中軸胎座 (axial placentation、axile placentation)
子房室が放射状の壁でいくつかに分かれており、その中に一つずつ心皮を持ち、心皮の縁が巻いてできた中軸に胚珠が位置するもの。オトギリソウ科、カタバミ科、サクラソウ科、ツツジ科、ナデシコ科、ヒガンバナ科、ヤシ科など。
独立中央胎座 (free central placentation)
特立中央胎座ともいう。子房室は分かれておらず、中央に独立した中軸に胚珠が位置するもので、心皮は複数。サクラソウ科、ナデシコ科など。
縁辺胎座 (marginal placentation)
子房室は分かれておらず、その片側に伸びた心皮が1枚あり、その縁近くに胚珠が位置するもの。キンポウゲ科、マメ科、メギ科など。
面生胎座 (laminar placentation)
子房室は分かれておらず、心皮の内面全体に胚珠が位置するもの。アケビ科、スイレン科、トチカガミ科など。
中肋胎座 (median placentation)
心皮の中肋（ちゅうろく。主脈）に位置するもの。